# Фернандо Арау
Фернандо Арау Корона је глумац, комичар, пантомимичар, писац, режисер и мексички музичар, син режисера и продуцента Алфонса Арауа и Магдалене Корона, кореографкиње и бивше плесачице. Његов брат је гитариста Серхио Арау. Нећак је комичара и плесача Серхиа Короне.

## Биографија
Рођен је 1953. године. Фернандо је започео каријеру у шестој години као певач и плесач у музичкој групи "Лос Сони Бојс". Годину дана касније дебитовао је на телевизији на током такмичења дечијих песама. Учествовао је у рок групи свог брата, где је свирао на басовима и бубњевима. Када је имао двадесет година, оженио се и почео да ради као кловн, учећи пантомиму. 
Ускоро се враћа на телевизију где је био ангажован у емисији "Из ноћи у ноћ", а потом је био ангажован и као глумац, писац и режисер.
Деведесетих година двадесетог века је напустио Мексико и преселио се у САД где се придружио једном јутарњем шоу програму "Америко, пробуди се", где је радио 12 година.
Арау је преузео хришћанство и био активиста у две фондације које је водио са супругом: "Фондација Фернандо Арау" и "Очи Божје". 